# Wakhjirpasset
Wakhjirpasset eller Wakhjir Pass är ett bergspass i Afghanistan, på gränsen till Kina. Det ligger i den nordöstra delen av landet, 500 kilometer nordost om huvudstaden Kabul. Wakhjirpasset ligger 4 837 meter över havet. Det är sannolikt att Marco Polo passerade genom  Wakhjirpasset 1273 eller 1274 på väg till Kina.
Terrängen runt Wakhjirpasset är bergig söderut, men norrut är den kuperad. Trakten runt Wakhjirpasset är nära nog obefolkad, med mindre än två invånare per kvadratkilometer.. Det finns inga samhällen i närheten.
Trakten runt Wakhjirpasset är permanent täckt av is och snö.